# Алюминийорганические соединения
Алюминийорганические соединения — соединения, содержащие связь Al-C. Общая формула RnAlX3-n, где R — органический радикал, X — Hal, H, OR, SR, NR2, RCOO, CN и другие, n = 1-3. Различают симметричные, или полные алюминийорганические соединения (n=3) и несимметричные, или смешанные.

## Физические свойства
Низшие тризамещенные алкилалюминиевые соединения — бесцветные жидкости, тризамещенные арилалюминиевые соединения — твердые вещества, растворимые в органических растворителях.
Триметилалюминий (CH3)3Al. Т. пл. 15 °C, т.кип. 130 °C, плотность 0,752 г/см3.
Триэтилалюминий (C2H5)3Al. Т. пл. −52,5 °C, т.кип. 136 °C при 100 мм рт.ст., плотность 0,875 г/см3.
Трипропилалюминий (CH3CH2CH2)3Al. Т. пл. −84 °C, т.кип. 110 °C при 10 мм рт.ст., плотность 0,820 г/см3.

## Химические свойства
Алюминийорганические соединения чувствительны к влаге и кислороду воздуха (соединения с радикалами меньше пентильного на воздухе самовоспламеняются).
Некоторые алюминийорганические соединения — электрононенасыщенные соединения, что обусловливает склонность их молекул к ассоциации друг с другом. В образующихся димерах и тримерах атомы алюминия соединены через органические радикалы трехцентровыми мостиковыми связями. Известны алюминийорганические соединения со связями Al-Al. С донорами электронов, например аминами и эфирами, алюминийорганические соединения образуют прочные аддукты состава 1:1, с анионными донорами MR или MX, где M — щелочной или щелочноземельный металл — солеобразные комплексы типа M[RnAlX4-n].
Основные реакции алюминийорганических соединений.
- Бурное взаимодействие с водой, кислотами, спиртами, аминами и другими протонсодержащими соединениями с выделением углеводородов:

R3Al + nR’OH → R3-nAl(OR')n + nRH
- Окисление с образованием алкоголятов:

2R3Al + 3O2 → 2(RO)3Al
- Реакция с углекислым газом, приводящая к карбоновым кислотам:

R3Al + CO2 → R2AlOC(O)R
R2AlOC(O)R + 3H2O → Al(OH)3 + RCOOH + 2RH
- Взаимодействие с галогенидами, оксидами и алкоголятами более электроотрицательных чем алюминий элементов с образованием их алкилпроизводных:

R3Al + ЭHaln → RmЭHaln-m + AlHal3
- Перераспределение органических радикалов между симметричными алюминийорганическими соединениями и галогенидами и алкоголятами алюминия:

2R3Al + AlX3 → 3R2AlX
- Реакция алюминийорганических соединений с олефинами, в результате которой получают высшие алюминийорганические соединения:

R3Al + nCH2=CH2 → R(CH2CH2)nAlR2
- Реакция с галогенами может быть использована для синтеза продуктов антимарковниковского присоединения. Эта реакция имеет весьма ограниченное значение. Наилучшие результаты получены при синтезе алкилиодидов.

R3Al + 3I2 → 3RI + AlI3
- Реакция с карбонильными соединениями.
- Восстановление альдегидов, кетонов, сложных эфиров до спиртов диизобутилалюминийгидридом.

## Синтез
- Реакция алкенов с алюминием и водородом
- Реакция алкенов или алкинов с гидридами алюминия (гидроалюминирование)
- Переалкилирование триизобутилалюминия алкенами
- Реакцией галогенидов алюминия с реактивами Гриньяра или алкиллитиевыми соединениями получают симметричные алюминийорганические соединения
- Реакцией диалкилртути с алюминием
- Дегалогенирование несимметричных алюминийорганических соединений дает симметричные алюминийорганические соединения
- Реакцией алкилгалогенидов с алюминием получают несимметричные алюминийорганические соединения

## Применение
Алюминийорганические соединения — компоненты катализаторов Циглера-Натты, используемых в синтезе полиолефинов и стереорегулярных диеновых каучуков, катализаторы стереоспецифической полимеризации полярных мономеров, например, ацетальдегида, окисей олефинов, капролактама, а также для синтеза α-олефинов нормального строения. На основе алюминийорганических соединений разработаны методы получения высших жирных спиртов нормального строения, высших жирных кислот, тетраэтилсвинца, а также металлического алюминия высокой чистоты. Алюминийорганические соединения — восстановители при получении карбонилов Mn, Cr, Mo и др.
Мировое производство алюминийорганических соединений составляет десятки тысяч тонн в год (1982).